# Eriocaulon molinae
Eriocaulon molinae là một loài thực vật có hoa trong họ Eriocaulaceae. Loài này được L.O.Williams mô tả khoa học đầu tiên năm 1967.